# Cuộc thảm sát Jedwabne
Vụ thảm sát Jedwabne là một cuộc thảm sát trong Thế chiến II xảy ra vào ngày 10 tháng 7 năm 1941 tại thị trấn Jedwabne, Ba Lan do Đức chiếm đóng. Có ít nhất 340 người Do Thái ở Ba Lan (bao gồm cả phụ nữ và trẻ em) đã bị sát hại, [2] khoảng 300 người trong số họ bị thiêu sống.

## Cuộc thảm sát

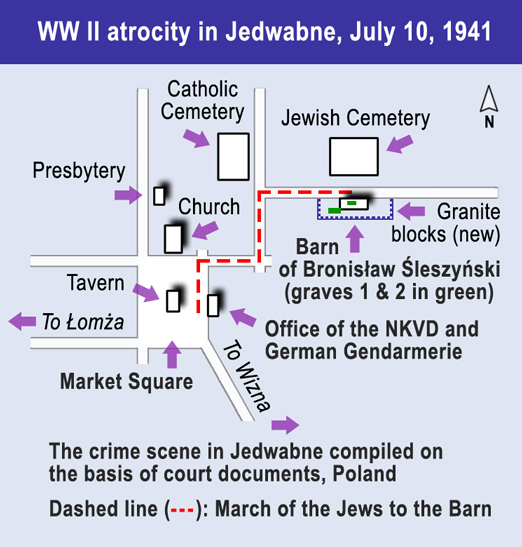
Bản đồ hiện trường vụ án Jedwabne, được tổng hợp từ các tài liệu của tòa án Ba Lan. Tuyến đường của người Do Thái đến nhà kho của Bronisław Śleszyński được đánh dấu màu đỏ.

Vào sáng ngày 10 tháng 7 năm 1941, các cảnh sát chìm (Gestapo) của Đức đã được nhìn thấy ở Jedwabne. Theo một cuộc điều tra của Viện điều tra tội phạm quốc gia Ba Lan (IPN) được thực hiện vào năm 2003 cho thấy, vào cùng một buổi sáng, những người đàn ông Ba Lan từ các làng lân cận bắt đầu đến Jedwabne "với ý định tham gia vào vụ giết những cư dân Do Thái trong thị trấn, điều này đã được lên kế hoạch từ trước." [38] Tuy nhiên, theo nhà sử học Tomasz Strzembosz, những người đàn ông từ các ngôi làng gần đó và các đặc công của Đức đã đến thị trấn Jedwabne theo lệnh của thị trưởng Marian Karolak. Họ đã tiến hành vây bắt tất cả những người Do Thái bên trong thị trấn. Do đó, những người Do Thái phải tìm nơi ẩn náu từ các thị trấn và làng mạc gần đó như Wizna và Kolno. [1] Giáo sư Jan Gross lại cho rằng, người đứng đầu cuộc thảm sát chính là bốn người đàn ông, bao gồm Jerzy Laudański và Karol Bardoń, những người trước đây đã từng hợp tác với Liên Xô và hiện đang cố gắng trở thành đồng minh đắc lực với Đức. [39]
Theo kế hoạch đã được vạch sẵn, những người Do Thái sẽ bị đưa đến một quảng trường ở trung tâm của thị trấn Jedwabne, nơi họ sẽ bị giết chết và bị đánh đập bởi một nhóm người Ba Lan. [38] Một số người đàn ông Do Thái đã buộc phải phá hủy bức tượng Lenin do Liên Xô xây dựng và mang nó ra khỏi thị trấn. Có khoảng 40 người đàn ông Do Thái được đưa đến một nhà kho, [25] bị giết và được chôn cùng với những mảnh vỡ của bức tượng. Một số nhân chứng Do Thái đã trốn thoát được từ Jedwabne cho biết, người Đức đã trực tiếp tham gia bắn vào những người Do Thái đang cố gắng chạy trốn. Họ đánh đập người Do Thái một cách tàn nhẫn bằng những cây gậy và roi cao su. Cuối cùng, họ đẩy tất cả người Do Thái vào một ngôi nhà và đốt lửa. Bất cứ ai cố gắng thoát ra ngoài đều bị súng bắn chết. [40]
Sau khi khoảng 40 người đàn ông Do Thái bị giết, hầu hết những người Do Thái còn lại ở Jedwabne (ước tính khoảng 250 - 300 người), [43] cũng bị đưa đến một nhà kho, bị nhốt bên trong và bị thiêu sống bằng dầu hỏa. Các nạn nhân bao gồm chủ yếu là phụ nữ, trẻ em và trẻ sơ sinh. [38]